# Grigory Levenfish
Grigory Yakovlevich Levenfish (tiếng Nga: Григо́рий Я́ковлевич Левенфи́ш; 21 tháng 3 năm 1889 [lịch cũ 9 tháng 3]   - 9 tháng 2 năm 1961) là một kỳ thủ người Nga gốc Ba Lan, người đã có kết quả thi đấu đỉnh cao của mình trong những năm 1920 và 1930. Ông đã hai lần vô địch Liên Xô, vào năm 1934 (đồng vô địch với Ilya Rabinovich) và 1937. Năm 1937, ông đã hòa một trận đấu với nhà vô địch thế giới tương lai Mikhail Botvinnik. Năm 1950, Levenfish là một trong những người đầu tiên nhận danh hiệu Đại kiện tướng, do FIDE trao đợt đầu. Ông cũng có một sự nghiệp như là một kỹ sư. Levenfish là một chuyên gia tàn cuộc cờ vua và tác giả viết về cờ vua.

## Tuổi thơ và giáo dục ban đầu
Levenfish được sinh ra ở Piotrków, Ba Lan, sau đó là một phần của Đế quốc Nga, đến Jacob Levenfish và Golda Levenfish (nhũ danh Finkelstein). Ông dành phần lớn thời gian hình thành của mình tại St. Petersburg, nơi ông theo học Học viện Công nghệ Saint Petersburg và học ngành kỹ thuật hóa học.

## Thành công cờ vua
Thành công sớm nhất của Levenfish như một người chơi cờ nổi bật đã đến khi ông giành được chức vô địch cờ vua St. Petersburg năm 1909, và chơi trong giải đấu mạnh Carlsbad năm 1911, mặc dù anh ấy đã chỉ đạt kết quả âm trong khi đấu với các kỳ thủ rất mạnh. Ở tuổi 22, đây là giải đấu đầu tiên và cuối cùng của anh bên ngoài Nga hoặc Liên Xô. Lối chơi của anh ta lúc đó được so sánh với bậc thầy vĩ đại Mikhail Chigorin. Trong thập kỷ tiếp theo, anh tiếp tục thể hiện tốt tại các giải đấu địa phương, đáng chú ý nhất là chiến thắng Giải vô địch Leningrad năm 1922, 1924 và 1925 (đồng vô địch).

## Vô địch Liên Xô
Ở cấp quốc gia Levenfish cũng có một kỷ lục xuất sắc tại Giải vô địch Liên Xô; thứ ba vào năm 1920, thứ hai vào năm 1923, đồng vô địch tại Leningrad năm 1934 (đồng vô địch với Ilya Rabinovich, 12/19 điểm), và vô địch tại Tbilisi năm 1937 với số điểm 12½/19 điểm.